# Karl Buntrock
Karl Buntrock (* 11. Juli 1899 in Aachen; † 22. Januar 1969 ebenda) war ein deutscher Kaufmann, Bergsteiger und Funktionär des Deutschen Alpenvereins (DAV). Er war langjähriger Vorsitzender der Sektion Aachen und Mitglied des DAV-Hauptausschusses.

## Leben
Nach dem Schulbesuch schlug Karl Buntrock eine kaufmännische Ausbildung ein und wurde später Inhaber eines Bekleidungsgeschäftes in Aachen. Durch seinen Vater, der Vorsitzender der Sektion Aachen des Deutschen und Österreichischen Alpenvereins (DuOeAV) war, wurde ihm das Interesse zu den Alpen und dem Bergsteigen vermittelt. Frühzeitig trat er dem Verein bei und übernahm 1930 die Funktion des Schriftführers der Sektion Aachen. 1935 wurde er dann Sektionsführer. Diese Funktion hatte er bis zum Kriegsende und der Auflösung des Vereins inne. Gleichzeitig trat er 1938 in den Hauptausschuss des DAV ein.
Am 23. November 1937 beantragte Karl Buntrock die Aufnahme in die NSDAP und wurde rückwirkend zum 1. Mai desselben Jahres aufgenommen (Mitgliedsnummer 5.309.901). Nach Ausbruch des Zweiten Weltkrieges wurde er zur Wehrmacht einberufen und bei den deutschen Gebirgsjägern eingesetzt. Am Kriegsende geriet er in sowjetische Kriegsgefangenschaft. Aus dieser zurückgekehrt, gehörte er zu den Zwölf Aposteln, die 1950 die Neugründung des DAV vorbereiteten.
1951 wurde er zunächst stellvertretender und ab 1958 Vorsitzender der Sektion Aachen. 1958 erfolgte seine Wahl in der Hauptausschuss des DAV. Dort war er zunächst verantwortlich für das Vortragswesen und zuletzt bis 1965 Referent für das Vortragswesen im DAV. 1959 hatte er den Sektionsvorsitz in Aachen aus gesundheitlichen Gründen niederlegen müssen.
An bergsteigerischen Höchstleistungen gelang ihm im Juni 1959 erstmals die Überschreitung des Alten Mannes von der Karlspitze aus.

## Ehrungen
- 1968 Ehrenmitglied der Sektion Aachen